# Baronía de Vilagayá
La Baronía de Vilagayá es un título nobiliario español creado el 12 de diciembre de 1790 por el rey Carlos IV a favor de Francisco de Asís Delás y Silvestre, Noble del Principado de Cataluña.
El actual titular, desde el año 2000, es Eduardo de Delás y de Ugarte, VII barón de Vilagayá.

## Barones de Vilagayá
|                        | Titular                                   | Periodo                |
| Creación por Carlos IV | Creación por Carlos IV                    | Creación por Carlos IV |
| ---------------------- | ----------------------------------------- | ---------------------- |
| I                      | Francisco de Asís Delás y Silvestre       | 1790-1818              |
| II                     | Francisco Salvador de Delás y de Taurinyá | 1818-1864              |
| III                    | Francisco de Paula de Delás y Jalpi       | 1865-1890              |
| IV                     | Mariano de Delás y de Foxá                | 1890-1912              |
| V                      | Manuel de Delás y Gayolá                  | 1913-1950              |
| VI                     | Manuel de Delás y de Jaumar               | 1953-1999              |
| VII                    | Eduardo de Delás y de Ugarte              | 2000- actualidad       |

## Historia de los barones de Vilagayá
- Francisco de Asís Delás y Silvestre (1747-1818), I barón de Vilagayá, Noble del Principado de Cataluña en 1796.

1. Casó con María Ana de Taurinyá y de Llaudes.

Le sucedió su hijo:
- Francisco Salvador de Delás y de Taurinyá (1776-1864), II barón de Vilagayá, alcalde constitucional de Gerona (1820), Capitán de la Compañía de la Cruzada Gerundense, Cruz de distinción de Defensor de Gerona.

1. Casó el 27 de septiembre de 1803 con María Antonia de Jalpí y de Maranyosa.

Le sucedió, el 19 de septiembre de 1865, su hijo:
- Francisco de Paula de Delás y de Jalpí (1806-1890), III barón de Vilagayá, Señor de Altet y Llusá, de Tragó y de la Garriga de Perelada.

1. Casó el 24 de noviembre de 1836 con María de la Concepción de Foxá y de Bassols.

Le sucedió, el 8 de septiembre de 1890, su hijo:
- Mariano de Delás y de Foxá (1837-1912), IV barón de Vilagayá.

1. Casó con Matilde de Gayolá y de Casanovas.

Le sucedió, el 12 de junio de 1913, su hijo:
- Manuel de Delás y de Gayolá (1870-1950), V barón de Vilagayá, Tesorero de la junta carlista.

1. Casó en 1909 con María Asunción de Dalmases y de Valls.

Le sucedió, el 5 de junio de 1953, su sobrino -hijo José María Delás y de Gayolá (1875-1964), hermano del V barón, casado con María de la Encarnación de Jaumar y de Bofarull-:
- Manuel de Delás y de Jaumar (1911-1999), VI barón de Vilagayá, vicepresidente de la Caja de Ahorros y Monte de Piedad de Barcelona, Teniente de Alcalde del Ayuntamiento de Barcelona, Diputado provincial.

1. Casó en 1939 con Rosario de Ugarte y de Casanova.

Le sucedió, el 8 de septiembre de 2000, su hijo:
- Eduardo de Delás y de Ugarte (n.1941), VII barón de Vilagayá, ingeniero industrial.

Actual titular.

## Armas
«En campo de gules, un castillo, de plata, sumado de un águila, de oro. Bordura de azur con trece estrellas, de oro.»